# アルバート・ベッツ
アルバート・ベッツ（Albert Betz, 1885年12月25日 - 1968年4月16日）はドイツの物理学者で風力タービン技術の先駆者である。

## 経歴
1910年、海軍技術者として"Technische Hochschule Berlin" (Diplomingenieur Schiffbau)を卒業。1911年からベッツはゲッティンゲン大学で航空力学の研究者として働いた。1919年、｢船舶の推進器における最少のエネルギー損失｣によって博士号を取得。
1920年、彼の代表作である"Das Maximum der theoretisch möglichen Ausnutzung des Windes durch Windmotoren (風力発動機の最良の利用における理論的な限界)"を発表する。ベッツの法則とは風車等の回転式流体機械で運動エネルギーに変換する場合、最高59%であるというものである。
1926年、ゲッティンゲン大学の教授に任命され、1936年から1956年まで航空力学研究所の主任を務める。1947年から1956年までマックス・プランク研究所で流体力学の研究長を務める。
ベッツは1965年、西ドイツの科学学会からカール・フリードリヒ・ガウスメダルを授与されている。